# Halmahera Barat
Halmahera Barat (deutsch West Halmahera) ist ein indonesischer Regierungsbezirk (Kabupaten) in der indonesischen Provinz Maluku Utara. Mitte 2022 leben hier circa 136.000 Menschen, das sind zehn Prozent der Provinzbevölkerung. Der Regierungssitz von Halmahera Barat ist Jailolo und liegt im Süden des Bezirks an der Dodinga-Bucht (Teluk Dodinga).

## Geographie
Der Kabupaten Halmahera Barat liegt im Nordwesten der Insel Halmahera und teilt sich den nördlichen Zipfel der Insel mit dem östlicher gelegenen Kabupaten Halmahera Utara (indonesisch Utara = Norden). Im Süden grenzt Halmahera Barat an den Kabupaten Halmahera Timur sowie an die autonome Stadt Kota Tidore Kepulauan. Halmahera Barat erstreckt sich zwischen 0°48′ und 1°48′ n. Br. sowie zwischen 127°16′ und 127°16′ ö. L.

## Verwaltungsgliederung
Der Regierungsbezirk gliedert sich in neun Distrikte (Kecamatan) mit 169 Dörfern (Desa). Eine weitere Untergliederung erfolgt in 57 RW (Rukun warga), 632 RT (Rukun tetangga) und 11 Dusun.
| Code 1   | Kecamatan Distrikt | Ibu Kota Verwaltungssitz | Fläche (km²) | Einwohner Census 2010 2 | Volkszählung 2020 | Volkszählung 2020 | Volkszählung 2020 | Anzahl der Dörfer | Anzahl der Dörfer |
| Code 1   | Kecamatan Distrikt | Ibu Kota Verwaltungssitz | Fläche (km²) | Einwohner Census 2010 2 | Einwohner 3       | 0Dichte 40        | Sex Ratio 5       | Anzahl der Dörfer | Anzahl der Dörfer |
| -------- | ------------------ | ------------------------ | ------------ | ----------------------- | ----------------- | ----------------- | ----------------- | ----------------- | ----------------- |
| 82.01.01 | Jailolo            | Gufasa                   | 226,00       | 27.541                  | 34.757            | 153,8             | 102,7             | 34                |                   |
| 82.01.02 | Loloda             | Kedi                     | 614,01       | 10.626                  | 13.656            | 22,2              | 106,7             | 17                |                   |
| 82.01.03 | Ibu                | Tongute Sungi            | 109,82       | 9.351                   | 12.280            | 111,8             | 103,4             | 17                |                   |
| 82.01.04 | Sahu               | Susupu                   | 122,86       | 9.223                   | 11.842            | 96,4              | 103,9             | 19                |                   |
| 82.01.05 | Jailolo Selatan    | Domato                   | 147,55       | 14.144                  | 24.409            | 165,4             | 103,4             | 22                |                   |
| 82.01.06 | Jailolo Timur      |                          | –00          | 3.416                   | –00               |                   |                   | (6)★              |                   |
| 82.01.07 | Ibu Utara          | Duono                    | 220,64       | 7.773                   | 9.335             | 42,3              | 107,2             | 16                |                   |
| 82.01.08 | Ibu Selatan        | Talaga                   | 368,33       | 10.335                  | 15.004            | 40,7              | 105,0             | 16                |                   |
| 82.01.09 | Sahu Timur         | Akelamo                  | 271,00       | 8.015                   | 11.066            | 40,8              | 105,8             | 18                |                   |
| 82.01.10 | Loloda Tengah      | Barataku                 | (255,25)☆    |                         |                   |                   |                   | 10                |                   |
| 82.01    | Halmahera Barat    | Halmahera Barat          | 2.080,21     | 100.424                 | 132.349           | 63,62             | 104,2             | 169               |                   |

★ Nach Grenzstreitigkeiten mit dem Kabupaten Halmahera Utara sind alle sechs Dörfer des Kecamatan Jailolo Timur in den Statistiken des Kecamatan Kao Teluk (Kab. Halut) zu finden (Peraturan Daerah Nomor 2 Tahun 2006). Jailolo Timur wurde aufgelöst.

☆ Über den 2020 neugebildete Kecamatan Loloda Tengah fehlen die meisten Angaben, die Peraturan Daerah Nomor 8 Tahun 2020 gibt als Fläche 25.524,76 ha an.

## Geschichte
Im Jahr 1999 wurde der Nordteil der Provinz Maluku als Maluku Utara eigenständig und bestand bei der Gründung aus drei Verwaltungseinheiten 2. Klasse:
Kabupaten Maluku Utara, Kabupaten Halmahera Tengah und Kota Ternate. Der erstgenannte wurde später in Kabupaten Halmahera Barat umbenannt und erfuhr bis 2020 folgende Änderungen:
- Aus dem Kecamatan Jailolo Selatan wird der Kecamatan Jailolo Timur abgetrennt (6/2005)
- Aus dem Kecamatan Ibu werden die Kecamatan Ibu Selatan und Ibu Utara abgetrennt (7/2005)
- aus dem Kecamatan Sahu wird der Kecamatan Sahu Timur abgetrennt (7/2005)
- aus dem Kecamatan Loloda wird der Kecamatan Loloda Tengah abgetrennt (2/2020)
- Der Kecamatan Jailolo erfuhr keine territorialen Änderungen.

Die Zahl in Klammern gibt die Nr. und das Jahr der Veröffentlichung durch staatliche/regionale Stellen (PERDA = Peraturan Daerah) an.

## Demographie
Zur Volkszählung im September 2020 (indonesisch Sensus Penduduk - SP2020) lebten im Regierungsbezirk Halmahera Barat 132.349 Menschen, davon 64.800 Frauen (48,96 %) und 67.549 Männer (51,04 %). Gegenüber dem letzten Census (2010) stieg der Frauenanteil um 0,22 %.
Mitte 2022 waren 41,35 % der Einwohner Moslems und 58,63 Prozent der Einwohner Christen (78.877 Protestanten / 1.031 Katholiken).
71,69 Prozent oder 97.704 Personen gehörten zur erwerbsfähigen Bevölkerung (15–64 Jahre); 22,77 % waren Kinder und 5,54 % im Rentenalter. Von der Gesamtbevölkerung waren Mitte 2022 51,13 (43,29) % ledig, 45,35 (52,63) % verheiratet, 0,49 (0,57) % geschieden und 3,03 (3,51) % verwitwet. Die geklammerten Kursivzahlen geben den Anteil bezogen auf die Bevölkerung ab 10 Jahre an (117.441).
Der HDI-Index lag 2020 mit 65,31 an vorletzter Stelle in der Provinz (Durchschnittswert dieser: 68,49).